# Nicolas Minassian

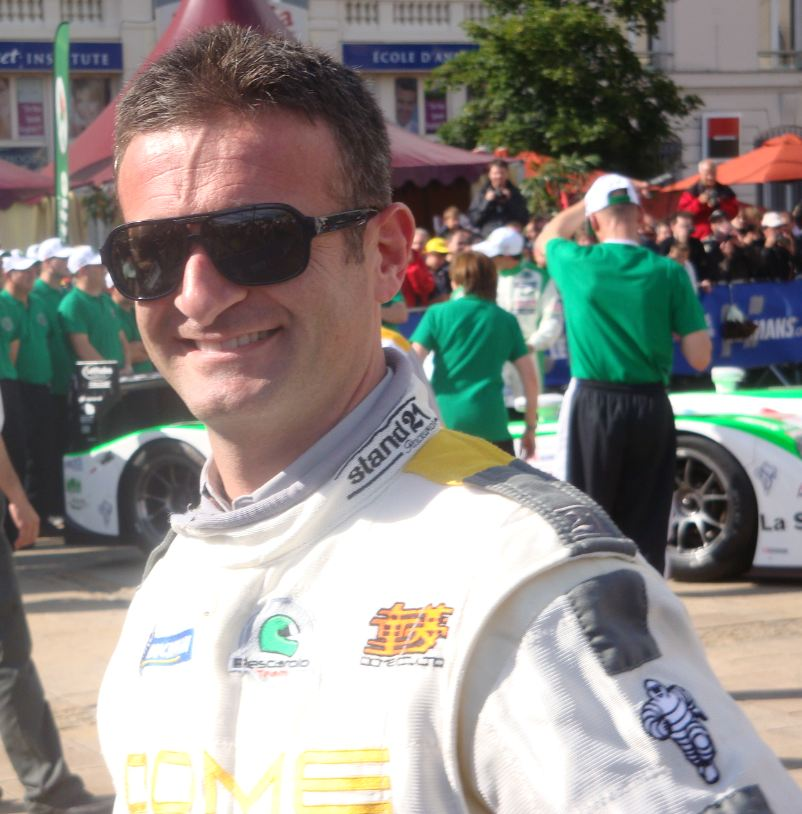
Nicolas Minassian (2012)

Nicolas Minassian (Marseille, 28 februari 1973) is een Frans autocoureur van Armeense afkomst.
Hij eindigde tweede in het Formule 3000-seizoen van 2000 in het team van Super Nova Racing waarna hij in 2001 in de CART en de Indianapolis 500 voor Target Chip Ganassi Racing. In 2002 won hij de ASCAR oval racing-klasse( vergelijkbare raceklasse als de Nascar) in Engeland voordat hij een contract in 2005 ging tekenen om in de uithoudingsraces, waaronder de 24 uur van Le Mans, te rijden voor Creation Autosportif en Pescarolo Sport.
In 2007 reed hij in de Le Mans Series voor Peugeot in een Peugeot 908.